# Liste von Kunstwerken im öffentlichen Raum in Sankt Augustin
Hier werden die frei zugänglichen Kunstwerke in Sankt Augustin aufgelistet. Viele der Kunstwerke sind Teil des Skulpturenwegs im Stadtzentrum.

## Sankt Augustin-Ort
| Bezeichnung                  | Standort und Ortsteil                                                                          | Koordinaten                     | errichtet | Künstler                          | Anmerkungen | Bild           |
| ---------------------------- | ---------------------------------------------------------------------------------------------- | ------------------------------- | --------- | --------------------------------- | --- | -------------- |
| Augustinus, 1982             | Markt, Karl-Gatzweiler-Platz Sankt Augustin-Ort                                                | 50° 46′ 38,2″ N, 7° 11′ 10,6″ O | 1982      | Yrsa von Leistner                 | Der Hl. Augustinus, der 354 in Tagaste (Nordafrika) geborene, in seiner Jugend sehr leichtsinnig lebende, spätere Kirchenlehrer, Bischof und viele Jahre danach auch der Namensgeber der Stadt Sankt Augustin! Er sprengt nach über 1000 Jahren als „Wiedergekommener, Wiedererwachter“ die Materie – den Felsen. Gleichsam staunend und weisend lässt Yrsa von Leistner ihn in die heutige Zukunft blicken. | weitere Bilder |
| Christus, 1958               | Husarenstraße, Gelände des Missionshaus St. Augustin der Steyler Missionare Sankt Augustin-Ort | 50° 46′ 25,9″ N, 7° 10′ 29,2″ O | 1958      | Fidelis Bentele                   | Aus Kupferplatten gefertigte ca. 10 m hohe Christusstatue (Vorbild die Christusstatue auf dem Corcovado in Rio de Janeiro); zunächst für das Dach des Prosper Hospitals in Recklinghausen gefertigt und nach dessen Abriss in den 1970er Jahren eingelagert, steht sie seit 2009 vor dem Gebäude der Missionsprokur. | weitere Bilder |
| Er und Sie, 2009             | Arnold-Janssen-Straße 27 Sankt Augustin-Ort                                                    | 50° 46′ 39,4″ N, 7° 10′ 45,9″ O | 2009      | Franz Leinfelder                  | Wie auf einem Beobachtungsplatz sitzen die beiden Figuren, die schon in der Größe unterschiedlich als Mann und Frau erkennbar sind, auf erhöhtem Sockel. Die Körper mit Kopf (Nase und Augen), mit Beinen und in Sitzhaltung sind stark abstrahiert, erinnern aber an die Realität. Mit bis auf das Notwendigste reduzierter Formensprache wurden zwei neue liebenswerte Typen geschaffen, die zwischen Schalk und Ernst eine eigenwillige Position einnehmen. Aufmerksam, fremd und zutraulich zugleich beobachten sie ihr Umfeld. Eine freundliche Begegnung! | weitere Bilder |
| Hahn, 1950                   | Rasenfläche vor Haus Berliner Straße 7 Sankt Augustin-Ort                                      | 50° 46′ 2,7″ N, 7° 11′ 11,2″ O  | 1950      | Karl-Heinz Felinger               | Der nur wenig stilisiert dargestellte Hahn gilt im Volksglauben als Symbol der Kampfeslust und der Kampfbereitschaft. Aber auch als Verkünder des Tages oder als Hauswächter hat er Eingang in die Mythologie der Völker gefunden. |                |
| Relief                       | Paul-Josef-Breuer-Platz Fassade am Parkdeck des Finanzamts Sankt Augustin-Ort                  | 50° 46′ 35,7″ N, 7° 11′ 0,7″ O  |           | Schüler des Rhein-Sieg-Gymnasiums | Kunst aus eigenen Reihen – nicht nur für die Schüler und Schülerinnen des Rhein-Sieg-Gymnasiums: Ein Relief auf der dem Gymnasium zugewandten Fassade am Parkdeck des Finanzamtes gestaltete die Kunstpädagogin Hella Pampus in Zusammenarbeit mit einer Schulklasse. | weitere Bilder |
| Theater in der Schule, 1999  | Paul-Josef-Breuer-Platz Sankt Augustin-Ort                                                     | 50° 46′ 36″ N, 7° 11′ 1,7″ O    | 1999      | Henrike Baumgarten                | Die im Sommer 1999 gestalteten und unter acht Entwürfen ausgewählten Betonguss-Figuren kontrastieren in ihrer ruhig runden Form mit den kantigen Treppenstufen. Zentraler inhaltlicher Ausgangspunkt ist die Vielfältigkeit von Schülern. Die Platzierung der Figuren entspricht einem Theaterstück und durch die Erweiterung des Spielraums auf die Stufen wird die Trennung zwischen Bühnengeschehen und Wirklichkeit aufgehoben. | weitere Bilder |
| Zeichen St. Augustinus, 1968 | Berliner Str. 37 Sankt Augustin-Ort                                                            | 50° 45′ 59,4″ N, 7° 11′ 8,9″ O  | 1968      | Martin Frey                       | Dem Patron der Stadt gewidmetes Raumzeichen, welches u. a. die Bekehrung vom dunklen Heidentum zum lichten Christentum symbolisieren soll; die drei Stelen bestehen aus Gussbeton, die Öffnungen sind mit buntem Glas verziert. | weitere Bilder |

## Menden
| Bezeichnung            | Standort und Ortsteil | Koordinaten                   | errichtet | Künstler    | Anmerkungen | Bild |
| ---------------------- | --------------------- | ----------------------------- | --------- | ----------- | --- | ---- |
| Pferd mit Fohlen, 1950 | Marienstraße 2 Menden | 50° 47′ 16″ N, 7° 10′ 27,5″ O | 1950/60   | Martin Frey | Das Metall-Wandbild (Bandstahl) zeigt zwei Pferde (Stute mit Fohlen), die ohne Bezug auf die Architektur nachträglich auf die Fassade montiert wurden. |      |

## Mülldorf
| Bezeichnung     | Standort und Ortsteil                                                   | Koordinaten                   | errichtet | Künstler          | Anmerkungen | Bild           |
| --------------- | ----------------------------------------------------------------------- | ----------------------------- | --------- | ----------------- | --- | -------------- |
| Induktion, 2006 | Grantham-Allee, vor dem Eingang der Hochschule Bonn-Rhein-Sieg Mülldorf | 50° 46′ 48″ N, 7° 10′ 57,9″ O | 2006      | Wolfgang Göddertz | Die Freiplastik auf dem erhöhten Bereich des Vorplatzes der Hochschule verbindet als „Raumknoten“ die vorhandene Architektur und stellt thematisch einen inspirativen Bezug zu den verschiedenen Fachbereichen her. Außerdem symbolisiert sie abgeleitet die „Hereinführung“ in die Hochschule (lateinisch: inductio = Die Hereinführung). | weitere Bilder |